# Гуго Арльский
Гуго Арльский (Уго; фр. Hugues d'Arles, итал. Ugo d'Arle; ок. 880 — 10 апреля 947, Арль) — граф Арля примерно с 895 по 928 годы, граф Вьенна примерно с 895 по 926 годы, король Италии в 926—945 годах, король Нижней Бургундии в 928—933 годах. Сын графа Арля Теобальдо и Берты, дочери короля Лотарингии Лотаря II.

## Биография

### Правление
Гуго унаследовал от своего отца графство Арльское. Возможно, от него же получил и графство Вьенн.
После смерти короля Людовика III Слепого Гуго, женатый на его сестре, завладел Нижнебургундским королевством (928 год).
Враждебная королю Рудольфу II партия призвала его в Италию. После изгнании последнего в 926 году он стал королём Италии и был коронован 9 июля; взамен этого он должен был уступить Рудольфу свои бургундские владения в 933 году.
Гуго управлял твёрдо, но жестоко. Он завёл у себя целый гарем, назначал на духовные и светские должности недостойных любимцев. Чтобы достигнуть императорской короны, он женился на безнравственной римлянке Марозии (Мароции), дочери римского сенатора Теофилакта I и матери папы Иоанна XI, но был изгнан из Рима.
Попытка его отнять Бургундию у сына Рудольфа, Конрада I Тихого, окончилась неудачей.
Когда в 941 году он захотел внезапно напасть на иврейского маркграфа Беренгара, последний успел бежать к германскому королю Оттону I. В 945 году Беренгар набрал во владениях Оттона небольшое войско, переправился с ним через Альпы и в короткое время привлёк на свою сторону всех недовольных. Гуго бежал в Прованс, где и умер 10 апреля 947 года.
Итальянская корона перешла к его сыну Лотарю II.

### Брак и дети
- 1-я жена: Вилла, дочь Бозона, короля Нижней Бургундии, вдова Рудольфа I, короля Верхней Бургундии.
- 2-я жена: ок. 924 года — Альда (Хильда). Дети:
  - Альда (Хильда) (ок. 925—954); муж: Альберик II Сполетский (ум. 964), римский патриций и сенатор
  - Лотарь II (926—22 ноября 950)
- 3-я жена: с 932 года (замок Санти Анжели) — Марозия (880/892—932/937), дочь римского сенатора Теофилакта I, графа Тусколо и его жены Феодоры, вдова Альберика I, маркиза Сполето, и Гвидо, маркиза Тосканы.
- 4-я жена: с 12 декабря 937 года — Берта Швабская (ум. 2 января 966), дочь герцога Швабии Бурхарда II, вдова короля Бургундии (Арелата) Рудольфа II

Кроме того, Гуго имел несколько любовниц и незаконных детей.
- От Вандельмоды:
  - Умберто (920/925—15 сентября 967 / март 970), маркиз Тосканы в 937—961 годах, герцог Сполето и маркиз Камерино в 942/943—946 годах
- От Пецоллы:
  - Берта (927/930—949); муж: Роман II Младший (938—963), император Византии с 959 года
  - Бозон (ум. 949/951), епископ Пьяченцы
- От Ротруды, дочери Вильпертуса, вдовы Гизельберта, графа Палатино:
  - Ротильда (ок. 930 — после 14 октября 1001); 1-й муж: Элисардиус (ум. до 948), граф; 2-й муж: с ок. 950 — Бернардо (ум. 976/1001), граф Павии
- От Стефании:
  - Тибальдо, архидьякон в Милане до 948/961
- От неизвестной:
  - Годефредо, аббат в Нонантоле[англ.]